# Homokvárak a homokban (Így jártam anyátokkal)
A Homokvárak a homokban az Így jártam anyátokkal című televízió-sorozat harmadik évadának tizenhatodik epizódja. Eredetileg 2008. április 21-én vetítették, míg Magyarországon 2008. december 29-én.
Ebben az epizódban Robin találkozik fiatalkori szerelmével, aki akkor is és most is elég bunkón bánik vele. Barney felfedezi Robin Sparkles második videóklipjét.

## Cselekmény
Jövőbeli Ted azzal kezdi az epizódot, hogy megjegyzi, milyen sokat változott Robin azóta, hogy eljött Kanadából. A rész elején Robin csinosan kiöltözve várja Simont, az első fiúját. Valamikor Simon is híresség volt Kanadában, volt egy együttese, és megnyerte a Mr. Tini Winnipeg versenyt is. Néhány Kanadás szóvicc elsütése után továbbmeséli a sztorijukat: a srác durván szakított vele, megvárta, míg a bandájuk felszerelését bepakolja Robin a furgonba, majd közölte vele, hogy elhagyja Louise Marsh kedvéért, mert a szüleinek medencéje van. Sőt utána még megalázta azzal, hogy még pakoltatott vele a furgonba, és Robin szó nélkül megtette.
A többiek ezt hallva levonják a következtetéseket. Véleményük szerint amikor exek hosszú idő után újra találkoznak, van egy egyértelmű győztes és egy vesztes. A többiek felpontozzák Robint, aki szerintük 5-0-ra nyer Simonnal szemben. Mikor Simon belép a bárba, még egyértelműbbnek tűnik a dolog: kopaszodik, elhízott, és igénytelenül öltözködik.  Általános meglepetésre azonban Robin megint úgy viselkedik, mintha 16 éves lenne, és teljesen odáig van érte.
Később a többiek kritizálják Robin viselkedését, mert hagyta Simont, hogy csúnyán viselkedjen. Öregnek nevezte őt, spórolt a 4 dolláros sörön, hencegett a munkájával (egy vízicsúszda-parkban felügyeli a csúszásokat, ami szerinte sokkal jobb meló, mint holmi hírolvasói állás), és azzal, hogy bandája, a "Fitymások" (Foreskins) most már hamarosan be fog futni (amit évekkel korábban is ugyanígy állított). Amikor megkérdezi Barney, hogy hogyan találkoztak, Simon azt mondta, hogy szerepelt a videóklipjében. Mikor Barney megjegyzi, hogy nem látta a "Let's Go To The Mall"-ban, Simon azt feleli, hogy nem abban, hanem a másikban. Barney őrülten rohan el, hogy megkeresse, de nem jár sikerrel. Később Robint kéri, hogy mutassa meg, amire nemet mond, mire Barney megfogadja, hogy addig nem eszik és iszik, míg nem látta. Közben a többiek egy elméletet (a "visszédületet") állítanak fel arra nézve, hogy miként lesz valaki a régi önmaga akkor, ha egy rég nem látott barátjával találkozik.
Közben kiderül, hogy Simon randira hívta Robint, bevallva neki, hogy hiba volt szakítaniuk. Robin a többiek tiltakozása ellenére elfogadja az ajánlatot, ami egy koncert, ahol ő az egyetlen néző. Simon arra kéri, hogy játssza már be az egyik dalukat a hírműsorban. A "Murder Train" be is kerül, közvetlenül adoptálásra váró kisállatok képeivel illusztrálva. Közben Lily találkozik régi gimis barátnőjével, Michelle-lel, Ted pedig úgyszintén régi barátjával, Punchyval (Öklös), és mindketten úgy viselkednek, mintha még mindig gimisek lennének.
Simon ezután pontosan ugyanúgy, mint évekkel korábban, szakít Robinnal, ezúttal azért, mert Louise Marsh szüleinek már jacuzzija is van. A többiek próbálják vigasztalni, sikertelenül. Egyedül marad a bárban, és alaposan leissza magát. Ekkor érkezik Barney, aki kénytelen bevallani, hogy sehol nem találja a videóklipet. Mikor látja, hogy Robin nagyon szomorú, megvigasztalja, s ezért Robin felajánlja, hogy menjenek fel hozzá – megnézni a második videóklipet, a "művészi folytatást", mely a "Homokvárak a homokban" címre hallgat. Aztán megnézték újra, és újra, és újra – majd Jövőbeli Ted azzal zárja, hogy addig nézték, ameddig már nem nézték, ugyanis csókolózni kezdenek.

## Kontinuitás
- Robin Sparkles először a "Pofogadás" című részben bukkant fel.
- Teden ismét Cleveland Indians felső van, mint a "Villásreggeli" című részben, hiszen ennek a csapatnak drukkol.

## Jövőbeli utalások
- Ted a későbbi részekben is utal arra, hogy Cleveland-nek szurkol, például a "Glitter", "Ajánlom magamat", és a "Vágyom egy homár után" című részekben.
- A "Murder Train" című dal később még hallható "A bunyó", "Az ugrás", a "Rossz passzban", és a "Rejtély kontra tények" című részekben.
- Robin és Alan Thicke barátsága ebből a részből derül ki. Thicke később felbukkant a "Rossz passzban", "P.S. Szeretlek", és "A bemutatkozó vacsora" című részekben.
- Barney a "Műemlékek" című részben anonimizálva meséli el a többieknek a sztorit, hogy vitte fel Robin a lakására.
- A "P.S. Szeretlek" című részben egy újabb Robin Sparkles-videó utáni kutatás közben ismét felbukkan Simon.
- Mikor Simon és Louise Marsh összeházasodni készülnek, és ezt Robin megtudja, ellopja és megeszi az esküvői tortájukat, ami az "Álomba ringató esti mesék" című részben látható.
- "Az oltár előtt" című epizód végén a "Homokvárak a homokban" hallható zongorára átdolgozva.

## Érdekességek
- Barney később utal arra, hogy felvette videóra, hogy együtt volt Robinnal. Azt tudjuk, hogy a saját lakása be van kamerázva, csakhogy most Robinnál volt.
- Ted együttérzését fejezi ki Punchynak az apja miatt. "A tanú" című részben azonban szerepel, következésképp nem halt meg. Lehetséges viszont, hogy valamilyen komoly egészségügyi gondja volt.
- Alan Thicke a stáblistában mint "Mr. Scherbatsky" szerepel.

## Vendégszereplők
- James Van Der Beek – Simon
- Chris Romanski – Punchy
- Ryan Michelle Bathe – Michelle
- Tiffany – önmaga, mint katolikus iskoláslány
- Alan Thicke – önmaga

## Zene
- The Foreskins – Murder Train
- Robin Sparkles – Sandcastles in the Sand
- Duice – Dazzey Duks

## Fordítás
- Ez a szócikk részben vagy egészben  a   Sandcastles in the Sand című angol Wikipédia-szócikk ezen változatának fordításán alapul.  Az eredeti cikk szerkesztőit annak laptörténete sorolja fel. Ez a jelzés csupán a megfogalmazás eredetét és a szerzői jogokat jelzi, nem szolgál a cikkben szereplő információk forrásmegjelöléseként.| - m - v - sz « előző Így jártam anyátokkal 3. évad következő »                                                                                                                                                                                                                                                                         | - m - v - sz « előző Így jártam anyátokkal 3. évad következő » |
| --- | -------------------------------------------------------------- |
| - Az Így jártam anyátokkal epizódjainak listája |                                                                |
| - Most figyelj! - Mi nem vagyunk idevalósiak - Tricikli - Kisfiúk - Így találkoztam a többiekkel - Én nem az a pasi vagyok - Beboszetesza - Spoilerveszély - Pofonadás - A görcs - A platinaszabály - Nincs holnap - Tíz alkalom - Selejtező - Ordításlánc - Homokvárak a homokban - A kecske - A megfelelő tesó - Kiárusítás - Csodák |                                                                || - m - v - sz Így jártam anyátokkal | - m - v - sz Így jártam anyátokkal                                                                  | - m - v - sz Így jártam anyátokkal |
| ---------------------------------- | --------------------------------------------------------------------------------------------------- | ---------------------------------- |
| Epizódok                           | - 1. - 2. - 3. - 4. - 5. - 6. - 7. - 8. - 9. évad                                                   |                                    |
| Szereplők                          | - Ted Mosby - Marshall Eriksen - Robin Scherbatsky - Barney Stinson - Lily Aldrin - Tracy McConnell |                                    |
| Filmzene                           | - How I Met Your Music                                                                              |                                    |
| Kapcsolódó sorozat                 | - Így jártam apátokkal                                                                              |                                    |